# Burkhard Utz
Burkhard II. Utz OSB (* 5. November 1892 in Sommerach; † 23. Juni 1960 in Würzburg) war Abt des Klosters Münsterschwarzach.

## Leben
Burkhard Utz trat 1912 in die Benediktinerabtei Münsterschwarzach ein. 1913 legte er die Profess ab und wurde 1921 zum Priester geweiht.
Am 11. März 1937 wurde er vom Konvent zum 72. Abt gewählt. Am 11. April 1937 empfing er durch Matthias Ehrenfried die Benediktion, umgangssprachlich „Abtweihe“. Er war der zweite Abt von Münsterschwarzach mit dem Namen Burkhard. Am 31. Mai 1959 legte Burkhard II. sein Amt als Abt nieder.
Abt Burkhard II. ist in der Scholastika-Kapelle der Abteikirche von Münsterschwarzach begraben.

## Auszeichnungen
- 1952: Dr. theol. h. c. der Universität Würzburg
- 1959: Bayerischer Verdienstorden